# Yūsuke Kobayashi
Yūsuke Kobayashi (小林 裕介, Kobayashi Yūsuke, nasceu em 25 de março, 1985) é um dublador japonês. Ele é afiliado ao Yu-rin Pro. Em 2017, ele ganhou o prêmio de Melhor Novo Ator no 11º Seiyu Awards.
Ele nasceu em Tóquio e tem 1,64 m de altura.

## Filmografia

### Animação televisiva
2013
- Certo canhão ferroviário científico S, Shun'ichi Kosako (eps 18–24)
- Época de ouro, estudante do ensino médio (ep 7); Estudante do sexo masculino A (ep 2); Estudante (ep 6), Esteticista
- Pequenos imbecis! Refrão , Estudante C (ep 8)
- Golpe no Sangue, Takashimizu (ep 9)
- Álbum Branco 2, Membro do Comitê de Ação (eps 1, 7); Estudante do sexo masculino A (ep 6)

2014
- Argevollen, Tsubasa Yamanami
- Magimoji Rurumo, Tomoha Sakurai
- M3 o metal escuro, estudante B
- Tesouro Enterrado de Nanana, Haijiki Sanada
- Wixoss infectado por seletor, Kazuki Kurebayashi[4]
- Seletor de propagação Wixoss, Kazuki Kurebayashi
- Shirobako, Daisuke Hiraoka, jovem Masato Marukawa
- Trabalhos de artesanato de bruxa, Honoka Takamiya[5]
- Yona do Amanhecer, Soo-Won[6]
- Sua mentira em abril, oponente

2015
- Cometa Lúcifer, Sogo Amagi
- Guerras alimentares: Shokugeki no Soma, Zenji Marui[7]
- A lenda heroica de Arslan, Arslan[8]
- Shimoneta, Tanukichi Okuma

2016
- Azuki Bubuki Buranki Kazuki
- Prince of Stride: Alternative, Kaoru Shishibara
- Re: Zero - Começando a vida em outro mundo, Subaru Natsuki[9]
- Show do Rock! ! ♯ Titan
- A lenda heróica de Arslan: dança da tempestade de poeira, Arslan
- Este Art Club tem um problema! Subaru Uchimaki

2017
- Tudo o que você precisa de uma irmã, Itsuki Hashima
- Dynamic Chord, Yakumo Igarashi
- Destino / Apócrifos, Caules Forvedge Yggdmillennia
- Fuuka, Yuu Haruna[10]
- Agitadores de mão, Tomoki[11]
- Entrevistas com Monster Girls, Yusuke Satake
- Sangue Noturno de Sengoku, Ranmaru Mori
- A saga de Tanya, o mal, Vooren Glantz[12]

2018
- Boruto: Naruto Next Generations, Ryougi
- Gundam Build Divers, Riku Mikami
- Tonkotsu, Hakata Ramens, Saitoh
- Sirius, o Jaeger, Philip
- Os Sete Pecados Capitais: Renascimento dos Mandamentos, Gloxinia
- Capitão Tsubasa, Makoto Soda

2019
- Dr. Stone, Senku Ishigami
- Força de fogo, Arthur Boyle
- Prodígios do ensino médio são fáceis mesmo em outro mundo, Tsukasa Mikogami
- Quarteto de Isekai, Subaru Natsuki, Vooren Glantz[13]
- Kochoki: Wakaki Nobunaga, Oda Nobunaga[14]
- Mob Psycho 100 II, Toshiki Minegishi[15]
- Stars Align, Nao Tsukinose
- Os arquivos do caso de Lord El-Melloi II: Rail Zeppelin Grace Note, Caules Forvedge
- Por que diabos você está aqui, professor! ? , Kō Tanaka
- Neto do homem sábio, Shin Wolford

2020
- Jogo de Darwin, Kaname Sudō [16]
- Revisores entre espécies, Zel
- Mantenha suas mãos fora Eizouken!, Robô Clube Kobayashi[17]
- Mewkledreamy, Asahi Minagawa[18]
- Departamento de Muhyo e Roji da 2ª Temporada de Investigação Sobrenatural, Daranimaru Goryō [19]
- Nossa última cruzada ou a ascensão de um novo mundo, Iska[20]
- Re: Zero - Começando a Vida em Outro Mundo 2ª Temporada, Subaru Natsuki
- Esfaqueador Feiticeiro Orphen, Majic Lin

TBA
- Show do Rock! ! Estrelas! ! Titã [21]

### Original net animation (ONA)
- Monster Strike (2015), Ren Homura
- AICO - Encarnação - (2018), Yuya Kanzaki

### Original video animation (OVA)
- Nozo × Kimi (2014), Kimio Suga[22]
- Yarichin Bitch Club (2018), Takashi Tōno[23]
- Re: Zero - Começando a vida em outro mundo: Memory Snow (2018), Subaru Natsuki[24]

### Videogames
- Todas as estrelas do Warriors (2017), Opoona
- I-chu como Kuro Yakaku
- Akane-sasu Sekai de Kimi para Utau, Takenaka Hanbei
- Final Fantasy: Bravo Exvius, Lasswell
- Fantasia Granblue, Kou, O Enforcado
- Shin Megami Tensei: Libertação Dx2 , Taro Fuse
- Emblema de Fogo: Três Casas, Byleth (masculino)
- Super Smash Bros. Final , Byleth (masculino)
- BlackStar - Teatro Sem Estrelas, Ginsei

### CDs de drama
- Yarichin Bitch-bu (2016), Takashi Tono
- Kijima-kun no Kiken na Gakuen-sai Animate Gentei Drama CD (2016), Kishima Kōtarō
- Triângulo Imoral "Case1. Triângulo Gokatei (2016), Mashiro Shinozaki
- Bokura no Koi para Seishun no Subete CASO: 02 Doukyuusei no Bokura (2016), Makoto Irei
- Kikoeru? (2016), Itsuki Sakurabashi
- Herói de Yatoware no Nichijou Vol.3 Bell no Nichijou (2017)
- Nureba no Ie no Tatarikon Natsu no Shou Meshii no Ai (2017)
- Kouhai, Hiroimashita (2017)
- Gourmet no Fukurami (2017), Ishimori Musashi
- Primeiro passo! 2 Shirasasaka Mayuki Hen (2017), Shirasaka Mayuki
- Deichuu no Hasu (2017), Akio Tachibana
- Instant no Chinmoku (2017), Aki
- Koubutsu wa Ichiban Saigo em Hara no Naka (2017), Kazui Sabitada
- Yarichin Bitch-bu 2 (2017), Takashi Tono
- Zantei Boyfriend (2017), Minato Akizuki
- Kakkou no Yume (2018), Hiro Shiratori
- Kuruinaku no wa Boku no Ban: Beta Vol.1 (2018), Sumito Sasabe
- Mo Dao Zu Shi / Ma Dou So Shi (2020), Lan Sizhui / Ran Shitsui

### Dublagem

#### Live-action
- O Limite dos Dezessete (Erwin Kim ( Hayden Szeto )) [25]
- O turno da noite (Devin Lawson (Jake Elliott))
- Verão de 84 (Davey Armstrong ( Graham Verchere )) [26]
- Departamento de Limpeza de Vampiros (Tim Cheung (Baby John Choi))

#### Animação
- Abelha Maia (Flip)